# Santos-Dumont (cráter)

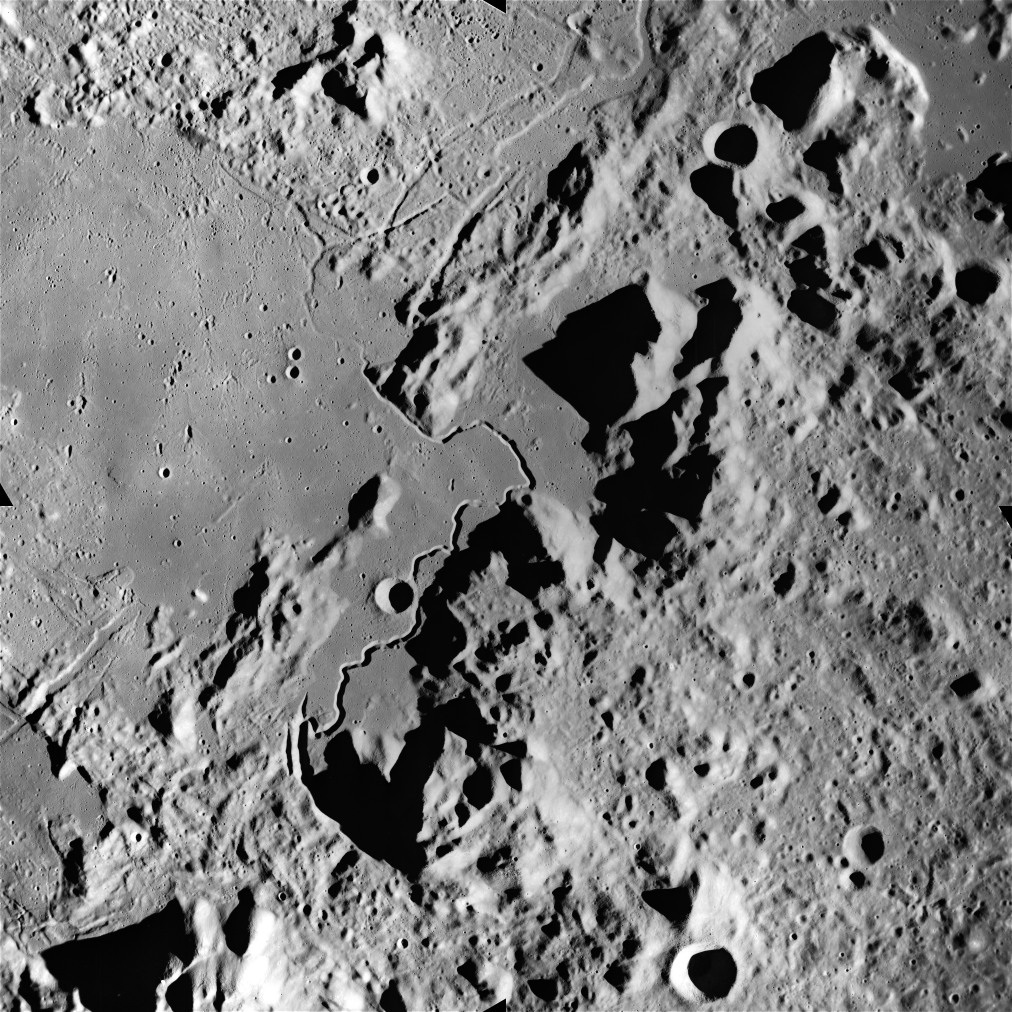
El Mons Hadley desde el Apolo 15. Santos-Dumont aparece en la parte superior derecha de la imagen.

Santos-Dumont es un pequeño cráter de impacto lunar situado en el extremo norte de los Montes Apenninus, en el borde oriental del Mare Imbrium. Previamente se denominó Hadley B, antes de recibir su nombre actual acordado por la UAI. Se encuentra a unos 30 kilómetros al noreste del Mons Hadley, un macizo montañoso.
|  |

Este cráter es un impacto circular con forma de cuenco, situado sobre una elevación de los Montes Apeninos. Carece de rasgos distintivos inusuales, sin muestras visibles de erosión.
Al noroeste de Santos-Dumont se halla un sistema de grietas de 90 km de amplitud, denominado Rimae Fresnel por su proximidad al promontorio de Fresnel localizado al norte del cráter. Esta última formación constituye el extremo norte de los Montes Apeninos, y se sitúa justo en el espacio en el que separa el Mare Imbrium al oeste del Mare Serenitatis hacia el este. Al sureste, el valle situado al otro lado del Mons Hadley, fue el lugar de aterrizaje de la misión Apolo 15.
El cráter debe su nombre al pionero de la aviación brasileño Alberto Santos Dumont.